# Val de Tourtemagne
Le val de Tourtemagne (ou vallée de Tourtemagne), en allemand Turtmanntal, est une vallée latérale du Haut-Valais, en Suisse qui détient le record de la limite de forêt la plus élevée d'Europe à plus de 2 000 mètres [réf. nécessaire].

## Géographie
La vallée s'étend le long du cours de la rivière Tourtemagne (Turtmänna), sur une longueur d'environ 10 kilomètres, en partant de la vallée du village de Tourtemagne (Turtmann) à 678 mètres, en passant par les villages de montagne d'Ergisch, d'Unterems et d'Oberems pour se terminer par le Turtmannsee et finalement par le glacier de Tourtemagne (Turtmanngletscher) à 3 000 mètres d'altitude.
Habitée uniquement en été (principalement pour les vacances et le tourisme alpestre), on y trouve également plusieurs hameaux regroupés sous le nom générique de Stafel.
Les principaux sommets qui bordent le val de Tourtemagne sont :
- Schwarzhorn (3 201 m) ;
- Barrhorn (3 610 m) ;
- Bishorn (4 153 m) ;
- Les Diablons (3 609 m) ;
- Bella Tola (3 025 m).

## Histoire
Les Stafel sont constitués de petits groupes de maisons, utilisés par les agriculteurs jusqu'au milieu des années 1970, pour regrouper le bétail. Partant de la vallée du Rhône au printemps, ils montaient la vallée s'arrêtant progressivement à chaque groupe de maisons (appelés respectivement unteren, mittleren et oberen Stafel), puis redescendant en chemin inverse à l'automne.
Si bon nombre de ces maisons sont aujourd'hui transformées en chalets de vacances, c'est parce que toute nouvelle construction est strictement interdite dans la vallée. Seules les transformations de bâtiments existants sont tolérées, et en suivant des dispositions strictes.
Une polémique de frontière entre les communes de Tourtemagne et d'Oberems a perduré pendant des siècles jusqu'à ce que le Tribunal fédéral rende un jugement réglant le différend le 22 décembre 2004.